# Vista explosionada

Vista explosionada de una bomba de engranajes

Una vista explosionada (también conocida como dibujo de despiece o perspectiva explosionada) es un diagrama, imagen, dibujo esquemático o técnico de un objeto, que muestra la relación o el orden de ensamblaje de varias partes.
Muestra los componentes de un objeto ligeramente separados por distancia, o suspendidos en el espacio exterior circundante en el caso de un diagrama tridimensional. Un objeto se representa como si hubiera habido una pequeña explosión controlada que emana del centro del objeto, haciendo que las partes del objeto se separen a igual distancia de sus ubicaciones originales. Muestra todas las partes del conjunto y cómo encajan entre sí. Este tipo de dibujo también puede ayudar a representar el desmontaje de piezas, donde las piezas en el exterior normalmente se eliminan primero.
Este tipo de dibujo se usa en catálogos de piezas, manuales de ensamblaje y mantenimiento y otro material de instrucción. La proyección de una vista explosionada se muestra generalmente desde arriba y ligeramente en diagonal desde el lado izquierdo o derecho del dibujo. 